# Martorelles
Martorelles (em catalão e oficialmente) ou Martorellas (em castelhano) é um município da Espanha, na comarca do Vallès Oriental, província de Barcelona, comunidade autónoma da Catalunha. Tem 3,6 km² de área e em 2021 tinha 4 823 habitantes (densidade: 1 339,7 hab./km²).